# Aserbajdsjansk Røde Halvmåne
Aserbajdsjansk Røde Halvmåne (azeri: Azərbaycan Qızıl Aypara Cəmiyyəti) er den nationale Røde Kors-forening i Aserbajdsjan i henhold til Genevekonventionen, og landets største humanitære organisation med et bredt virkefelt indenfor frivilligt katastrofehjælp og -beredskab, velfærds- og socialt-arbejde og sundhed. Aserbajdsjansk Røde Halvmåne' formål er at opdage, forhindre og lindre menneskelig nød og lidelse. Organisationen blev grundlagt den 10. marts 1920 og har hovedkontor i Baku.